# Aeropuerto Ernesto Roca Barbadillo
El Aeropuerto Ernesto Roca Barbadillo (IATA: GYA, OACI: SLGM) es un aeropuerto público que sirve a la ciudad de Guayaramerín, en el departamento del Beni, Bolivia. Está ubicado aproximadamente a 5 km al sur del centro urbano, cerca del río Mamoré, en la frontera con Brasil.

## Historia
El aeródromo original de Guayaramerín fue construido por el Lloyd Aéreo Boliviano (LAB) en la década de 1930 y se conocía como "Pista del L.A.B." Posteriormente, fue denominado Aeropuerto Capitán de Av. Emilio Beltrán (SLGY), ubicado cerca del río. Con el tiempo, se construyó una nueva instalación más moderna al sur de la ciudad, que reemplazó al antiguo aeropuerto.

## Remodelación y mejoras
En noviembre de 2022, el gobierno boliviano inauguró una nueva terminal de pasajeros y una torre de control en el Aeropuerto Ernesto Roca Barbadillo, con una inversión superior a Bs 31 millones (aproximadamente USD 4,5 millones). Las obras incluyeron la renovación de la pista de 1.800 metros, la calle de rodaje, la plataforma de estacionamiento, y la construcción de un edificio para el Servicio de Salvamento y Extinción de Incendios (SSEI), entre otras mejoras.
Además, se planifica una ampliación de la pista a 3.600 metros para permitir la operación de aeronaves de mayor envergadura y convertir al aeropuerto en el primer centro de carga internacional de Bolivia, aprovechando su conexión con la Hidrovía Ichilo–Mamoré.

## Aerolíneas y destinos
Actualmente, la aerolínea boliviana EcoJet es la única que opera vuelos comerciales regulares desde y hacia el Aeropuerto de Guayaramerín. Ofrece vuelos directos a Trinidad (TDD), con conexiones a Santa Cruz de la Sierra (VVI) y Cochabamba (CBB).